# Fred Marriott
Pour les articles homonymes, voir Marriott.
Fred H. Marriott, né le 31 décembre 1872 à Needham (Massachusetts) et mort le 28 avril 1956, était un pilote automobile américain.

## Biographie

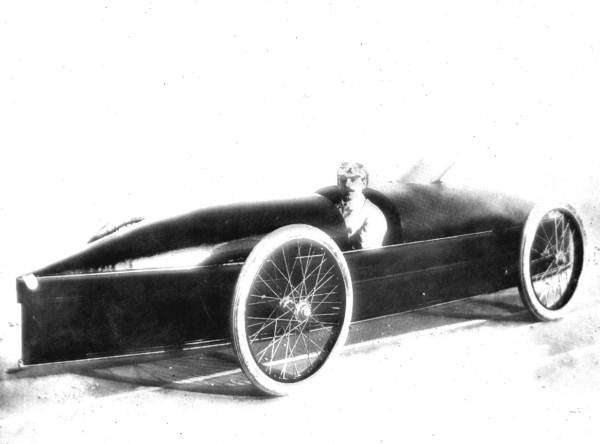
Marriott dans le Rocket Stanley Steamer.

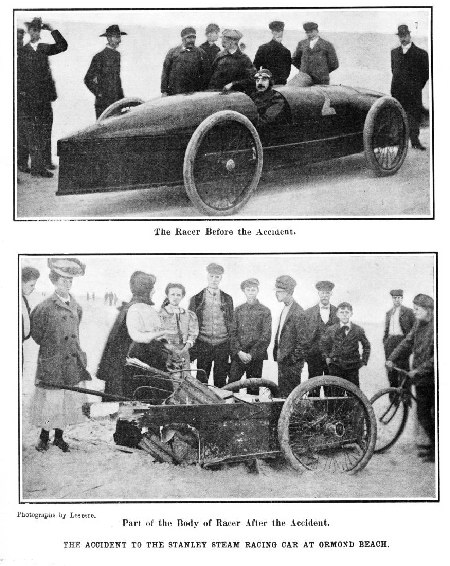
Avant et après l'accident.

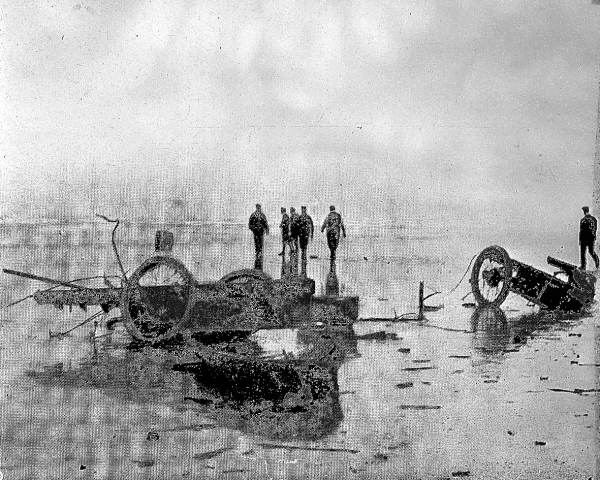
Le Rocket Stanley Steamer détruit le 25 janvier 1907, gisant en deux parties.

Le 26 janvier 1906, il porta le record de vitesse terrestre à 195,65 km/h de moyenne à Daytona Beach en Floride, dont un essai enregistré à 205,5 km/h, à bord d'un véhicule à vapeur d'eau, le Rocket Stanley Steamer, dernier lauréat avec ce type de source en énergie après celui de Léon Serpollet (jusqu'alors unique) le 13 avril 1902 à Nice. Avant l'américain, seul Arthur MacDonald avait réussi à s'imposer sur la plage d'Ormond Beach, un an auparavant le 24 janvier sur Napier 6 à pétrole. Le Rocket Stanley Steamer mesurait 3,8 mètres de long et pesait 760 kg. La chaudière atteignait les 371 degrés Celsius. Le moteur était à double piston avec une cylindrée de 735 pouces3, ou 12,25 litres. Selon le rapport, la pression de travail variait entre 275 et 1000 psi.
Marriott obtint ainsi le Dewar International Trophy. Il venait de battre en défit quatre voitures à pétrole, trois Fiat et une Napier, avec la voiture à très faible trainée créée par les frères Stanley. En prime il obtenait aussi le record du mile en 28,5 secondes. Cependant le 29 janvier de la même semaine, le français Victor Demogeot le battait pour la Couronne d'Or de vitesse de la course-reine du  Two-Mile-A-Minute en fin de Florida Speed Carnival, sur Darracq 120HP V8 de 12,7 litres.
Marriott revint sur place en 1907 dans une version améliorée de son véhicule (plus de pression dans la chaudière, 1300 psi désormais possibles, de plus puissants brûleurs, et de meilleurs freins), mais une roue avant tomba dans un nid-de-poule à la vitesse d'environ 145 km/h. Le sable offrait ce jour-là un rendement moindre, et le trophée avait du être annulé pour cause de météo. Ce 25 janvier (le dernier jour pour l'ensemble des courses organisées) le Rocket racer s'envola littéralement au-dessus de l'ornière sur 25 mètres de longueur et retomba au sol en se brisant net en deux parties. Marriott fut blessé, mais il put récupérer. Son record de 1906 tint durant près de quatre ans.
L'historien du sport automobile Donald Randall fit revenir Marriott sur le lieu de ses exploits peu de temps avant sa mort, pour le 50e anniversaire. Grâce au fils de Randall, le Stanley Museum (fondé en 1981) commémora également les 80e et 90e anniversaires de l'évènement. Le centenaire fut célébré à Newton (Massachusetts), avec la participation de véhicules à vapeur américains, de membres de la famille Stanley, et des dirigeants du Stanley Museum.
Vieux de plus de 100 ans le record homologué de Marriott est longtemps resté le plus ancien du monde, car toujours valide pour la propulsion par la vapeur. Il ne fut battu que 103 ans plus tard, d'à peine un peu moins de 30 km/h de moyenne en sus (225,06 km/h), par l'équipe d'ingénieurs britannique basée dans le Hampshire Inspiration, de  Charles Burnett III. L'engin utilisé, Kettle, pesait trois tonnes pour une longueur de 7,6 mètres, et concrétisait un projet d'étudiants de l'Université de Southampton vieux de 1997. Le moteur brûlait les gaz de pétrole liquéfié pour chauffer l'eau dans les douze chaudières, créant des vapeurs de 400 °C qui entraînaient alors une turbine à deux étages tournant à 13 000 tr/min pour mouvoir les roues.
Il est désormais au National Motor Museum de Beaulieu (Hampshire).

## Source
- (en) Cet article est partiellement ou en totalité issu de l’article de Wikipédia en anglais intitulé « Fred Marriott » (voir la liste des auteurs).